# Inês de Castro
Inês ("Ágnes") de Castro  (1320 /1325?/ – 1355) kasztíliai nemesasszony volt, Péter infánsnak, a későbbi I. Péter portugál királynak a kedvese, akit utólag – a halála után – Portugália királynéjává nyilvánítottak.

## Származása
Inês de Castro befolyásos családból származott. Az apja, Pedro Fernández de Castro gróf (? – 1343), jelentős szerepet töltött be a kasztíliai királyi udvarban; az anyja - a gróf kedvese - Aldonza Suárez de Valladares (? - ?) volt; Inês házasságon kívüli kapcsolatból született.

## Élete és halála
Inês de Castro életében az 1340-es esztendő meghatározó volt. A korban szokásos dinasztikus egyeztetések eredményeképpen IV. (Bátor) Alfonz (1291 – 1357), a Burgundiai-házból származó portugál király fia és örököse, Péter infáns (1320 – 1367) ekkor vette feleségül Konstancia Mánuelt (1316? – 1345), aki a második felesége lett.
A menyasszonyt kísérő kasztíliai küldöttséggel Portugáliába érkezett a nagyon kedves és feltűnően szép, „hattyúnyakú” Inês is. Közte és Péter trónörökös között hamarosan mély és őszinte szerelem bontakozott ki. IV. Alfonz király azonban ellenszenvvel figyelte a házasságon kívüli kapcsolatot, ugyanis – éppen saját ifjúkori tapasztalatai alapján – tisztában volt azzal, hogy a „fattyú” gyermekek és a „törvényes” utódok ellentéte számtalan belső viszály forrása lehet, ezért elküldte Inêst az udvartól, azonban a szerelmesek kapcsolata nem szakadt meg.
Péter és Konstancia Mánuel házasságából 1345-ben megszületett Ferdinánd infáns (1345 – 1383), a későbbi I. (Szép, vagy Állhatatlan) Ferdinánd király. Konstancia még ebben az évben elhunyt, vannak, akik azt állítják, hogy a férje és Inês közötti szerelem okozta bánat idő előtt a sírba vitte.
Péter a felesége halála után, apja akarata ellenére, újra személyes kapcsolatot alakított ki szerelmével. Inêst egy portugáliai kisváros, Coimbra mellett, a Szent Klára-kolostorban helyezte el, ahol nyíltan és boldogan együtt élt kedvesével, kapcsolatukból négy gyermek született.
A köztudomású kapcsolat azonban a portugál arisztokrácia jelentős részében ellenérzéseket váltott ki. Egyes előkelőségek – féltve Portugália függetlenségét – nehezményezték a kasztíliai befolyás növekedését, hiszen Inêsszel Portugáliába érkeztek a rokonai is, akik a trónörökös környezetébe kerültek. 1354-ben pedig Inês féltesvérét, Juana de Castrót (? – 1374), Pedro Fernández de Castro grófnak a házasságából született leányát, feleségül vette az Ivreai-Burgundiai házból származó kasztíliai és leóni király, I. (Kegyetlen, vagy Igazságos) Péter (1334 – 1369).  (A kasztíliai uralkodónak  ez egyébként a harmadik házassága volt, amit a klérus jelentős része – az előző házasságainak rendezetlensége miatt – bigámiának tartott.)

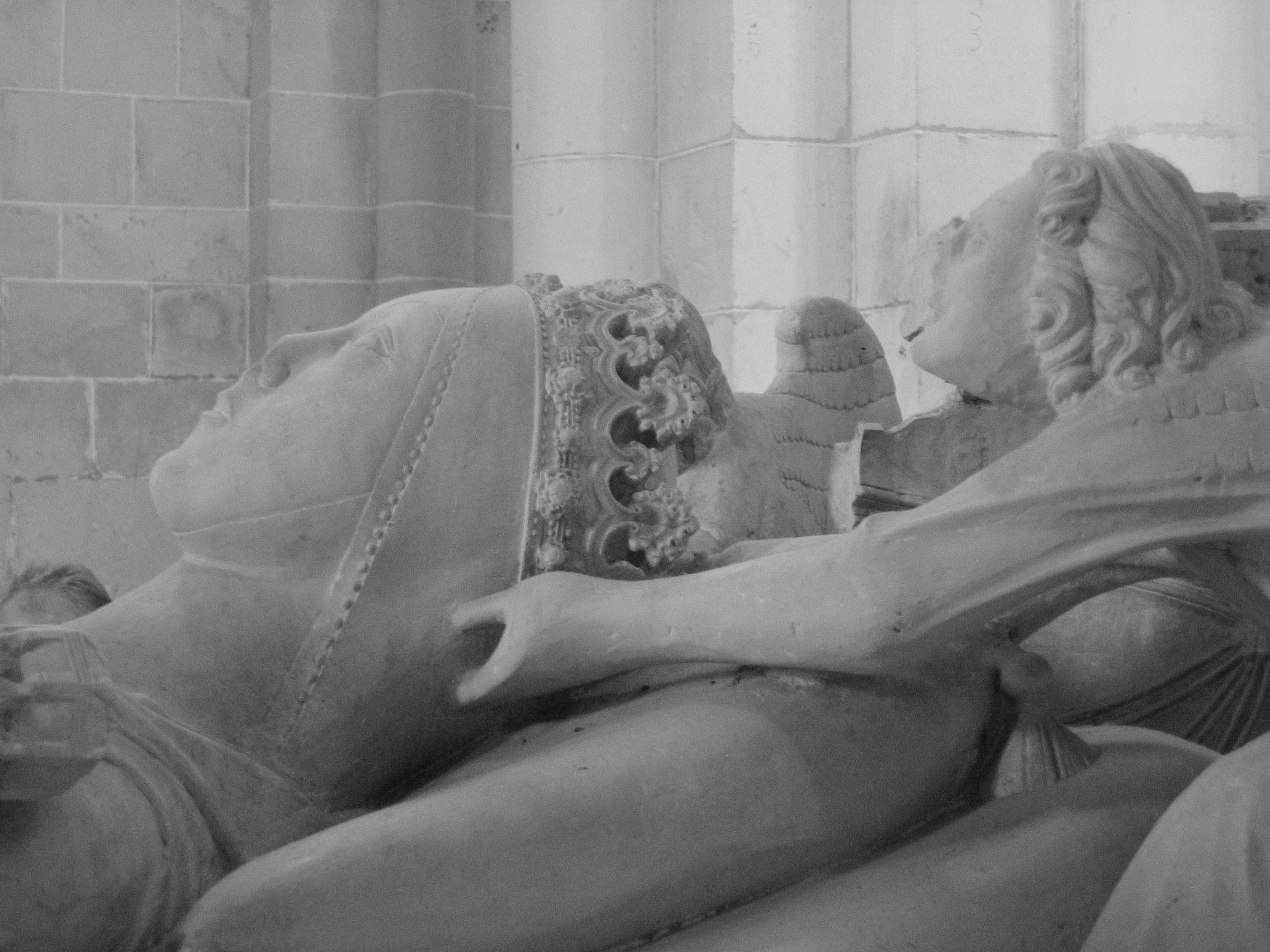
Inês de Castro sírja Alcobaçaban

Az Inêsszel szembenálló nemesek rendszeresen azzal érveltek IV. Alfonz előtt, hogy Inês gyermekei veszélyeztetni fogják Ferdinánd infáns örökségét.  Ez a nemesi csoport végül elérte célját. IV. Alfonz összehívta a Koronatanácsot, amelynek ülésén Inêst felségárulással vádolta, és ő maga mondta ki rá a halálos ítéletet. A könnyelmű Pétert egyes udvarbeli hívei hiába figyelmeztették az Inêsre leselkedő veszélyre, nem rejtette el Inêst. Három nemes, Pêro Coelho (? - 1361), Álvaro Gonçalves (? - 1361) és Diogo Lopes Pacheco (1305 körül - 1393), kihasználva egy alkalkalmat, hogy Péter vadászat miatt távol volt, Inês pedig védtelen maradt, végrehajtották a halálos ítéletet; 1355. január 7-én megölték Inêst.
Péter infáns - Inês megölése miatt - fellázadt az apja ellen, az országban polgárháború tört ki. Egyikük sem tudott azonban a másik fölé kerekedni, végül – úgy-ahogy – kibékültek.
1357-ben IV. Alfonz meghalt, és Péter – I. Péter néven – Portugália királya lett. A portugál uralkodó I. Péter kasztíliai királynál elérte azt, hogy a Kasztíliába menekült gyilkosok közül Pêro Coelhót és Álvaro Gonçalvest kiadták neki. Őket – a hagyomány szerint – kíméletlen módon kivégeztette (1361-ben), ezért kapta a „Kegyetlen” előnevet a portugál király. A harmadik gyilkos, Diogo Lopes Pacheco, kellő időben továbbmenekült Kasztíliából, később azonban elnyerte I. Péter bocsánatát, hazatérhetett Portugáliába, otthon is halt meg.
A bosszúállás után I. Péter ünnepélyesen eltemettette Inês de Castrót, mint Portugália királynéját, és egyúttal kijelentette azt, hogy 1354-ben – titokban – feleségül vette Inêst, aki így a harmadik felesége lett. A házasság megkötését azonban több kortárs vitatta, és az utókor is vitatja. Tény azonban az, hogy Péter és Inês de Castro gyermekeit 1361-ben törvényesítették, és I. Péter már nem nősült meg újra, sőt végakaratában azt kérte, Inês mellé temessék el, ami meg is történt.
Inês de Castro tragikus sorsa több irodalmi és képzőművészeti alkotást ihletett.

## Gyermekei
- Alfonz (? – ?) infáns, aki fiatalon meghalt.
- Beatrix (1347 – 1381) infánsnő. Őt 1373-ban feleségül vette Sancho (1342 – 1374), Alburquerque grófja, az Ivreai-Burgundiai házból származó  XI. (Bosszúálló, vagy Igazságos) Alfonz (1311 – 1350) kasztíliai és leóni királynak a házasságon kívül született fia. Sancho II. (Trastámara) Henrik (1333? /1334?/ – 1379) kasztíliai és leóni királynak az öccse. A házasságkötés I. Ferdinánd király és II. Henrik békekötését volt hivatott megerősíteni: II. Henrik ugyanis – hosszú polgárháború után –, 1369-ben megdöntötte féltestvérének, XI. Alfonz király házasságból született fiának és utódának, I. (Kegyetlen, vagy Igazságos) Péter királynak az uralmát, szóváltás után sajátkezűleg megölve elődjét. II. Henrikkel a Trastámara-ház  került Kasztília és León trónjára; azonban – rokoni kapcsolatra hivatkozással –, I. Ferdinánd is igényt tartott a trónra. A portugál uralkodóval kialakult háborút zárta le 1373-ban a Beatrix és Sancho házasságkötésével megpecsételt békeszerződés. Egyik gyermekük:
  - Eleonóra (1374 – 1435), Alburquerque grófnője, akinek a férje I. Ferdinánd (1380 – 1416) király, az első aragóniai uralkodó volt a Trastámara-házból.
- János (1349 – 1387) infáns. Első feleségét, Maria Teles de Menesest (1337? – 1379), akinek a második férje volt, saját kezűleg ölte meg, a sógornője felbújtására. A sógornőjének, Maria húgának, Leonor (Eleonóra) Teles de Meneses (1345? – 1386) királynénak, I. Ferdinánd portugál király a második férje volt. A királyné azonban attól tartott, hogy az első férjével kötött házasságának az érvénytelenítését törvénytelennek fogja tartani a nemességnek az a része, amely ellenezte a királlyal kötött házasságát. Ebben az esetben a leányuk, Beatrix (1372 - 1409?, 1412 után?, 1420 körül?), törvénytelen gyermeknek minősül, nem örökölheti a trónt, ami viszont János infáns esetleges trónigényének az esélyeit növeli. A királyné a nővérével birtokviszályba is keveredett. Leonor a hiszékeny sógorát felbújtotta a felesége ellen, hogy ölje meg, mivel megcsalja őt. Az infáns így is tett, azonban nem maradt más választása, mint az, hogy a felesége rokonainak bosszúja elől Kasztíliába kellett menekülnie, ott is halt meg. Második felesége Konstancia (? -?) volt, II. Henrik kasztíliai király házasságon kívüli leánya, akit még 1379-ben vett el, és ekkor II. Henrik János infánst Valencia del Campos hercegévé tette. János első házasságából az Eça – család, házasságon kívülikapcsolatából a Vasconcelhos e Meneses – család származott; míg a második házasságából csak lányok születtek.
- Dénes (1354 – 1397) infáns, Cifuentes ura. 1373-ban, amikor I. Ferdinándnak és Leonor Teles de Menesesnek a frigyét ellenzők megmozdulását leverték, nem volt hajlandó az uralkodói pár által elvárt módon a hódolatát kifejezni a királyné felé, nem csókolta meg a királyné kezét. Állítólag I. Ferdinánd emiatt le is akarta szúrni. Dénes az esetleges megtorlás elől Kasztíliába távozott (ott is halt meg). Dénes magát 1383-ban, I. Ferdinánd király halálakor, II. Dénes néven Portugália királyának nyilvánította, azonban a portugál nép és a nemesség túlnyomó többsége I. Péternek a házasságon kívüli fiát, Dénesnek és testvéreinek – valamint I. Ferdinándnak – a féltestvérét, János infánst, az Avis Lovagrend nagymesterét emelte Portugália trónjára, ő  I. (Nagy, vagy Jó) János király, az  Avis-ház  alapítója.  Dénes még 1376-ban feleségül vette Johannát (? – ?), szintén II. Henrik kasztíliai király házasságon kívül született leányát; e házasságból származott a Torres e Portugal – család.